# Металург (хокейний клуб, Новокузнецьк)
Хокейний клуб «Металург» — хокейний клуб з м. Новокузнецька, Росія. Заснований у 1949 році. Виступає у чемпіонаті Континентальної хокейної ліги. 
У вищій лізі у 1960—1963, 1964—1965, 1966—1968 і з 1992. Бронзовий призер чемпіонату Росії (2000).
Домашні ігри команда проводить у Палаці спорту кузнецьких металургів (7,533). Офіційною емблемою ХК «Металург» є стилізована літера «М» із зображенням шайби. Ігрові кольори клубу: червоно-чорний (домашня форма) і стальний (виїзна).

## Історія
Команда «Металург» була створена у 1949 році, і саме з цієї дати хокейні колективи з Новокузнецька почали виступати у змаганнях різного рівня. Перший успіх прийшов до «Металурга» через 11 років після заснування — у 1960 році команда стала чемпіоном РРФСР.
22 листопада 1960 «Металург» дебютував в класі «А» чемпіонату СРСР — найсильнішому дивізіоні радянського хокею. Найкращий результат «Металурга» у чемпіонатах СРСР — 9-е підсумкове місце в сезоні 1965—66 років.
Найкращим снайпером «Металурга» у вищій лізі був Олег Короленко, який закинув 23 шайбами і став найкращим снайпером 15-го чемпіонату СРСР. Це досягнення вдалося повторити Георгію Евтюхіну, який став найкращим бомбардиром чемпіонату Суперліги сезону 1999—00.
У роки дебюту команди у першості СРСР у складі «Металурга» виступали захисник Юрій Заруцький, Анатолій Окішев, нападник Михайло Гомберг, і, трійка нападників Олег Короленко — Володимир Бедарєв — Михайло Григор'єв. Пізніше за команду виступали нападник, а згодом заслужений тренер Юрій Моїсеєв, форварди Сергій Перфильєв та Олександр Заїкін, і трійка нападників Сергій Абрамов — Анатолій Степанов — Сергій Лантратов. Причому, на рахунку Лантратова — 564 закинутих шайби у чемпіонатах СРСР. Серед вихованців новокузнецького клубу Олександр Корніченко, Юрій Зуєв, Олексій Кіцин, Олег Гросс, Вадим Морозов і Олександр Філіппенко.
У 1992 році «Металург» повернувся в елітний дивізіон чемпіонату країни, почавши виступи у першості Міжнаціональної хокейної ліги.
У середині 90-х років новокузнецька команда пережила досить значущі зміни — «Металург» омолодив свій склад, запросивши велику групу молодих вихованців усть-каменогорської школи хокею з тренером Миколою Мишагіним. На результатах команди це особливо не позначилося, але в грі команди все-таки з'явився прогрес.
Перед сезоном 1997—98 років Микола Мишагін був відправлений у відставку і, після провального початку сезону, «Металург» очолив Сергій Ніколаєв, який ціною багатьох переживань, перенісши серцевий напад, зберіг команді місце у вищому дивізіоні.

## Генеральний спонсор
- Evraz Group S.A. (Євраз Груп)

## Досягнення
- 1960 — чемпіон РРФСР;
- 1999 — володар малих срібних медалей чемпіонату Росії (РХЛ);
- 2000 — бронзовий призер чемпіонату Росії (РХЛ);

## Тренери команди
Тренували команду:
- А. Вєтров (1960—1962)
- Ю. Сааль (1962—1967)
- Н. Сологубов (1967—1968)
- Олександр Заїкін (1992—1996)
- Н. Мишагін (1996—1997)
- Олег Гросс (1997)
- С. Ніколаєв (1997—2000)
- Ю. Новиков (2000)
- Андрій Сидоренко (2000—2002)
- Н. Соловйов (2002—2005).

## Відомі гравці
Найсильніші гравці команди різних років:
- воротарі — Г. Жаріков, В. Смирнов, В. Шеповалов, А. Бессонов, В. Тарасов;
- захисники — Ю. Дужий, Ю. Заруцький, А. Окішев, Ю. Зуєв, А. Трощенков, Г. Мусатаєв, Ю. Зуєв, Є. Пупков, А. Євстаф'єв, Р. Кухтінов, А. Колєдаєв;
- нападник — В. Бедарєв, М. Гомберг, М. Григор'єв. Г. Гур'євських, О. Короленко, Ю. Моїсеєв, В. Рой, Ю. Сааль, В. Войтов, А. Мотовілов, І. Самочернов, С. Дев'ятков, С. Іченський, А. Євстаф'єв, П. Агарков, А. Ткачук, В. Морозов, В. Єпанчинцев, С. Москальов, Н. Курочкін, Д. Тюрін.

Відомі вихованці ХК «Металург»: 
- Олег Короленко (1937) — найкращий снайпер чемпіонату СРСР 1960—61 (23 голи).
- Олександр Заїкін (1951) — переможець першості Європи 1970 серед юніорів у складі збірної СРСР.
- Олександр Корніченко (1954) — переможець першості Європи 1973 серед юніорів у складі збірної СРСР; переможець неофіційного молодіжного чемпіонату світу 1974.
- Сергій Лантратов (1956) — переможець першості Європи 1975 серед юніорів у складі збірної СРСР; переможець неофіційного молодіжного чемпіонату світу 1975 і 1976; срібний призер першості Європи 1974 серед юніорів. У чемпіонатах СРСР закинув 564 шайби.
- Сергій Абрамов (1956) — переможець першості Європи 1975 серед юніорів у складі збірної СРСР; переможець неофіційного молодіжного чемпіонату світу 1975, 1976; срібний призер першості Європи 1974 серед юніорів.
- Анатолій Степанов (1956) — переможець першості Європи 1975 серед юніорів у складі збірної СРСР; переможець неофіційного молодіжного чемпіонату світу 1975, 1976; срібний призер першості Європи 1974 серед юніорів.
- Вадим Морозов (1967) — бронзовий призер чемпіонату Росії 2000; володар малих срібних медалей чемпіонату Росії 1999.
- Юрій Зуєв (1962) — бронзовий призер чемпіонату Росії 2000; володар малих срібних медалей чемпіонату Росії 1999.
- Олексій Кіцин (1965) — переможець юніорської першості Європи у складі збірної СРСР 1983; чемпіон СРСР серед молодіжних команд 1984; бронзовий призер юнацької першості СРСР 1980, 1982.
- Сергій Зинов'єв (1980) — 2-разовий чемпіон світу у складі збірної Росії 2008, 2009; 2-кратний бронзовий призер чемпіонату світу 2005, 2007; срібний призер молодіжного чемпіонату світу 2000; учасник Олімпіади 2010; найкорисніший хокеїст чемпіонату світу 2007 («+10»); чемпіон Росії 2006; володар Кубка Гагаріна 2010; володар Кубка європейських чемпіонів 2007; володар Континентального кубка 2008; володар Кубка Шпенглера 2008; учасник матчу «Всіх зірок КХЛ» 2009—10; бронзовий призер чемпіонату Росії 2000. У НХЛ провів 10 матчів. Нагороджений медаллю «За заслуги перед Кузбасом» III ступеня; медаллю ордена «За заслуги перед Вітчизною» II ступеня;
- Артем Чернов (1982) — переможець молодіжного чемпіонату світу 2002 у складі збірної Росії; срібний призер юніорського чемпіонату світу 2000; бронзовий призер чемпіонату Росії 2000; найкращий бомбардир чемпіонату Білорусі 2005/06.
- Сергій Бобровський (1988) — бронзовий призер молодіжного чемпіонату світу 2008 у складі збірної Росії; срібний призер чемпіонату МХЛ 2010. У НХЛ провів 59 матчів.
- Дмитро Орлов (1991) — переможець молодіжного чемпіонату світу 2011 у складі збірної Росії; увійшов в «All-Star Team» молодіжного чемпіонату світу 2011, 2-разовий срібний призер юніорського чемпіонату світу 2008, 2009; срібний призер чемпіонату МХЛ 2010; переможець першості Росії 2009; бронзовий призер першості Росії 2008.
- Максим Кіцин (1991) — переможець молодіжного чемпіонату світу 2011 у складі збірної Росії; срібний призер юніорського чемпіонату світу 2009; срібний призер чемпіонату МХЛ 2010; переможець першості Росії 2009; бронзовий призер першості Росії 2008.

## Арена

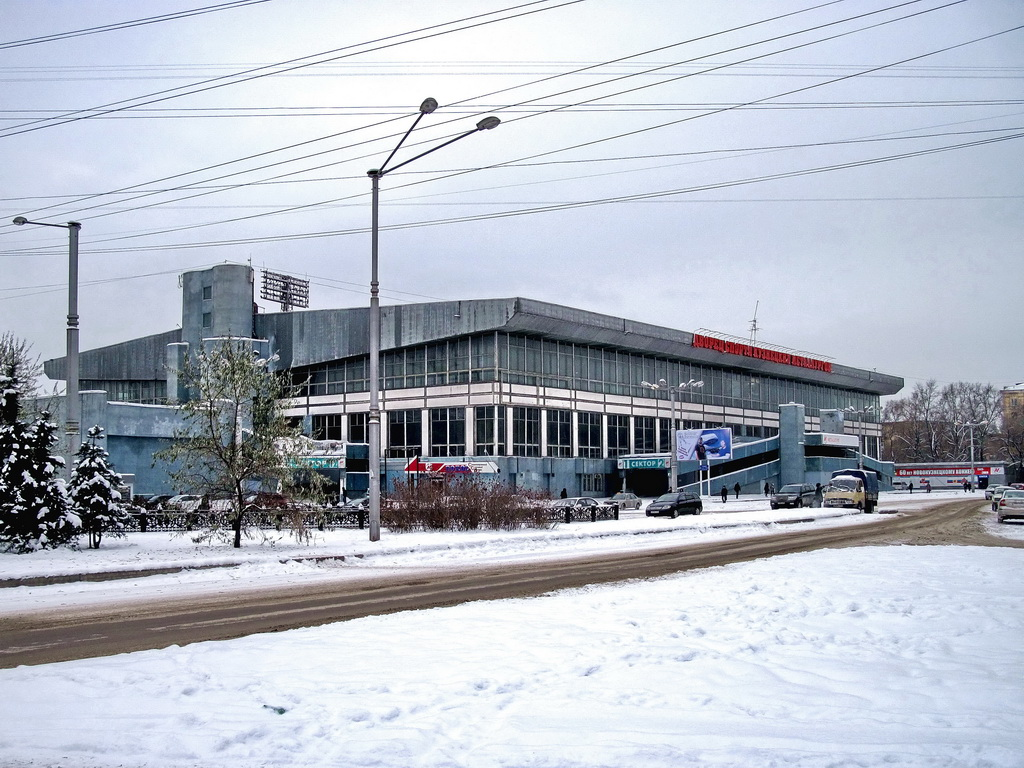
Палац спорту кузнецьких металургів

Домашні матчі хокейний клуб проводить у Палаці спорту кузнецьких металургів, який вміщує 7533 глядача. Також в інфраструктуру «Металурга» входять дві криті тренувальні ковзанки, розташовані у Центральному та Новоїльїнському районах міста.
У 1960-х роках на місці нинішнього Палацу спорту стояла звичайна дерев'яна хокейна коробка, у якій не було трибун. Перша реконструкція завершилася у 1976 році, на майданчику зробили бетонну основу, і з'явилася можливість заморожувати штучний лід, поставили табло і зробили освітлення, звели трибуни. Через недосконалість технологій того часу було досить проблематично підтримувати лід у потрібному стані по осені та весні, часто траплялися аварії, через які навіть доводилося іноді переривати матчі.
У 1976 році почалося будівництво критого Палацу спорту. Однією з найбільших складнощів було те, що проектування велося практично одночасно з будівництвом. .
Перший матч на новому стадіоні «Металург» провів 1 жовтня 1984 року. На матчі був аншлаг — 12 тисяч людей прийшли подивитися на гру проти одноклубників з Череповця. Але реконструкція Палацу спорту все ще тривала, переважно велися роботи над системою охолодження, причому сама установка, що відповідає за працездатність системи, прослужила до 2008 року. Під час ремонту холодильного цеху все старе обладнання було повністю замінено на нове, виробництва Італії та Норвегії.
Палац Спорту кузнецьких металургів в основному спеціалізується на хокеї, однак за 25 років роботи у стінах Палацу пройшли сотні заходів: виставки, концерти, а також тисячі хокейних матчів. Саме у Новокузнецьку в 1999 пройшов перший у Росії Матч всіх зірок.

## Фарм-клуби
- «Єрмак» (Ангарськ) — Вища хокейна ліга
- «Кузнецькі Ведмеді» — Молодіжна хокейна ліга